# Stefano Olivato
Stefano Olivato (Venezia, 6 novembre 1962) è un musicista e polistrumentista italiano.

## Biografia
Stefano Olivato nasce a Venezia il 6 novembre 1962. Inizia suonando la chitarra ma all'età di 16 si orienta verso il basso elettrico. Nel 1991 partecipa alla seconda edizione del Festival di Sanscemo col brano Nobili.
Dal 2005 partecipa alle tournée italiane e europee di Angelo Branduardi.
È il primo armonicista italiano a collaborare con gruppi e artisti che abbracciano stili che vanno dal cantautorato alla musica leggera italiana, dal pop al jazz, dalla musica popolare fino alla classica, suonando alla Fenice. Ha all'attivo collaborazioni con artisti come Angelo Branduardi, Dizzy Gillespie, Amii Stewart, Enzo Jannacci, Patty Pravo, Ornella Vanoni, Claudio Lolli, Alessandro Safina, ed altri.
Nel 2010 vince il premio Cittadino dell’anno di Mestre per la sua attività musicale.
Olivato è direttore artistico dell'Orchestra popolare di Venezia, orchestra specializzata nella musica popolare veneziana, che nell'ottobre 2001 ha suonato nel Carnegie Hall di New York.
Nel luglio 2012 l'etichetta Line Editions Classical ha pubblicato l'album Vivaldi & Marcello for chromatic Harmonica and bass guitar (in italiano, Vivaldi & Marcello, concerti per armonica a bocca cromatica e basso elettrico), con Olivato all'armonica ed al basso, un omaggio alla grande musica barocca veneziana.
Ha scritto Breve storia e didattica del basso elettrico (2013) e, in collaborazione con Leonardo Pieri , L'arrangiatore pop/rock. Una guida pratica nel mondo della pop music: strumentazione e notazione musicale (2016).
Nel 2022 è uscito Librisco: le Parole Sono Importanti (per Tacer della Musica). Si tratta di un’operazione complessa che è composta da un libro e un album insieme, da qui la crasi Librisco. Ogni brano dell’album è introdotto da un breve racconto, che serve ad introdurre l’ascoltatore all’argomento.
Stefano Olivato è titolare della cattedra di Musica d'insieme pop/rock. Ha insegnato anche basso elettrico pop/rock, basso elettrico jazz, Storia della musica pop/rock e Tecniche competitive pop/rock nei conservatori di Castelfranco Veneto, Salerno, Parma, Trapani e Rovigo.